# Carlotta Ferrari

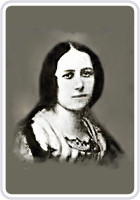
Carlotta Ferrari.

Carlotta Ferrari, född 27 januari 1837 i Lodi, död 22 november 1907 i Bologna, var en italiensk författare och tonsättare. 
Ferrari vann i sitt hemland beröm för sina dikter, dramer och prosaskrifter samt även såsom begåvad kompositör. Hon tonsatte operor (Ugo, 1857; Sofia, 1866; Eleonora d'Arborea, 1871), en festmässa, ett requiem och romanser samt skrev själv texterna till sin musik.